# Lavieren (Schach)
Lavieren (von niederländisch laveren, (seem.) „gegen den Wind kreuzen“) bezeichnet die mit der Initiative einhergehende Strategie, durch ständige Umgruppierungen der eigenen Figuren eine zunächst ausreichend geschützte feindliche Schwäche zu erobern.
Laut Aaron Nimzowitsch, der als Erster das Lavieren als eigenständiges Stratagem beschrieben hat, kann diese spezifische „Form der Initiative“ nur ausgeübt werden, wenn zwei Mindestvoraussetzungen erfüllt sind: Der lavierende Spieler muss über Raumvorteil und über die Möglichkeit verfügen, auf mindestens zwei verschiedene Weisen gegen eine feindliche Schwäche spielen zu können, an deren Verteidigung der Gegner gebunden ist. Das Ziel des Lavierens ist die Eroberung dieser bestimmten Schwäche. Es ist immer dann anzuwenden, wenn die Schwäche nicht direkt erobert werden kann, weil der Gegner bei einem geradlinigen Angriff über genügend Verteidigungsressourcen verfügt. In diesem Fall muss der angreifende Spieler durch diverse Drohspiele und unter Ausnutzung seines Raumvorteils den in seiner Bewegungsfreiheit eingeschränkten Gegner dazu bringen,
- seine Verteidigungsmöglichkeiten dadurch zu mindern, dass seine Figuren in „unbequeme Deckungsstellungen“[3] genötigt werden, sodass er nicht mehr rechtzeitig auf die weiteren Möglichkeiten, die Schwäche anzugreifen, reagieren kann

- oder eine weitere Schwäche zuzulassen, gegen die der lavierende Spieler dank seines Raumvorteils zusätzlich vorgehen kann, was schließlich zu einer Überlastung der Verteidigung führt

- oder seine Figuren derart an die Verteidigung der Schwächen auf einer Brettseite zu binden, dass sie nicht mehr rechtzeitig auf einen Angriff auf der anderen Seite des Brettes (typischerweise eines Königsangriffs) reagieren können.

In all diesen Fällen besteht die Idee des Lavierens darin, das Vorgehen gegen die tatsächlichen oder erst noch zu provozierenden Schwächen so zu kombinieren, dass der Gegner nicht mehr rechtzeitig alles zu decken vermag. Im übertragenen Sinne muss der Angreifer wie der Segler lavieren, also mal von der einen, mal von der anderen Seite kommen, um sein Ziel zu erreichen.
Zu den taktischen Motiven, deren sich das Lavieren bedient, gehört die Überlastung und der Zugzwang. Während das Motiv der Überlastung vorwiegend beim Lavieren im Mittelspiel auftaucht, wird der Zugzwang insbesondere beim Lavieren in Endspielen eingesetzt.
Laut Max Euwe gilt Siegbert Tarrasch als der erste, der das Lavieren bewusst eingesetzt hat. Er habe entdeckt, dass es der Verteidigung in bestimmten Stellungen schwer falle, der Zugpflicht nachzukommen, ohne dabei in Nachteil zu geraten. In Stellungen dieser Art zöge er einige Zeit hin und her, um den Gegner auf die Probe zu stellen.
Eine theoretische Fundierung des Lavierens, das von ihm ein wenig abschätzig „Katz-und-Maus-Spielen“ genannt worden sei, versuchte er nicht.
Aufgrund von Unkenntnis wird auch heute noch oft und nicht nur im schachlichen Sprachgebrauch Lavieren gleichgesetzt mit bloßem Abwarten in Erwartung einer besseren Gelegenheit. Zu dieser fehlenden Präzision in der Wortverwendung trägt bei, dass auch Nimzowitsch selbst den Begriff manchmal im Sinne des bloßen Manövrierens verwendet hat.
Euwe betont hingegen, dass das Lavieren der oben angeführten objektiven Grundlagen bedürfe; alles andere sei ein bloßes Weiterspielen in der Hoffnung, der Gegner möge einen Fehler machen, was kein Lavieren, sondern „Piesacken“ sei.
Trotz des frühen Versuchs Nimzowitschs, ein Schema des Lavierens zu entwerfen, gibt es bis heute keine umfassende Darstellung des Lavierens. Unklar ist z. B. weiterhin, ob die von Nimzowitsch beschriebene Achse, mit der er jenes Feld oder jene Demarkationslinie bezeichnete, über die die diversen Drohspiele hinweg laufen, eine notwendige Bedingung jedweden Lavierens ist, als die sie Nimzowitsch selbst angesehen hat. Euwe vermutete bereits 1961, dass das Lavieren vielleicht gar nicht bestimmten Gesetzen unterworfen werden könne, da es zum einen allzu dicht mit der Praxis in Verbindung stünde; zum anderen ließen sich die besonderen Fähigkeiten Sultan Khans, der ohne große theoretische Kenntnisse ein hervorragender Lavierspieler war, laut Euwe als Argument dafür anführen, dass „die Fähigkeit zum Lavieren eine angeborene Gabe ist; eine Gabe jedenfalls, die wohl entwickelt werden kann, aber schwer erlernbar ist“. Jedenfalls existiert bis heute keine Theorie des Lavierens.
Als hervorragende Könner des Lavierens werden neben Sultan Khan auch Emanuel Lasker und Anatoli Karpow angesehen.

## Beispielpartien
- Partiefragmente zum Lavieren aus Nimzowitschs Mein System, S. 240–241 (Kalaschnikow – Nimzowitsch, 1914) und 243–244 (Lasker – Salwe, St. Petersburg 1909)
- Lasker – Salwe, St. Petersburg 1909: Lasker laviert Salwe im Mittelspiel ab dem 28. Zug aus (Kommentar hierzu bei Nimzowitsch 1961, S. 243–244 und Euwe 1961, S. 19–24)
- Nimzowitsch – Holzhausen, Hannover 1926: Nimzowitsch laviert Holzhausen im Übergang vom Mittel- zum Endspiel ab dem 32. Zug aus (Kommentare hierzu bei Nimzowitsch 1965, S. 242–243 und Euwe 1961, S. 25–28)
- Thomas – Aljechin, Baden-Baden 1925: Aljechin laviert Thomas im Mittelspiel ab dem 28. Zug aus (Kommentar hierzu bei Euwe 1961, S. 41–43)